# Yannick Driesen
Yannic Driesen (2 de noviembre de 1988; Amberes, Bélgica) es un exbaloncestista belga. Jugaba de pívot para el Port of Antwerp Giants de la Ligue Ethias, la liga de baloncesto profesional belga.

## Trayectoria
- 2006-08. CB Estudiantes B. EBA
- 2008-09. UB La Palma. LEB Oro.
- 2008-09. CB Illescas. 2ª Autonómica
- 2009-12. CB Estudiantes. ACB.
- 2012-2014. Port of Antwerp Giants. Ligue Ethias
- 2015-2016 Basics Melsele